# Sabah (chanteuse)
Pour les articles homonymes, voir Sabah (homonymie).
Sabah (صباح en arabe), pseudonyme de Jeanette Georges Feghali (فغالي en arabe), est une chanteuse (de musique arabe et de pop music) et actrice libanaise, née le 10 novembre 1925 à Bdadoun (Mandat français du Liban) et morte à Beyrouth le 26 novembre 2014. Elle est considérée comme une "Diva de la musique arabe", titre qu'elle partage avec Oum Kalthoum, Warda Al-Jazairia et Fairuz.

## Biographie
(novembre 2014).
 Sabah était de religion chrétienne maronite.

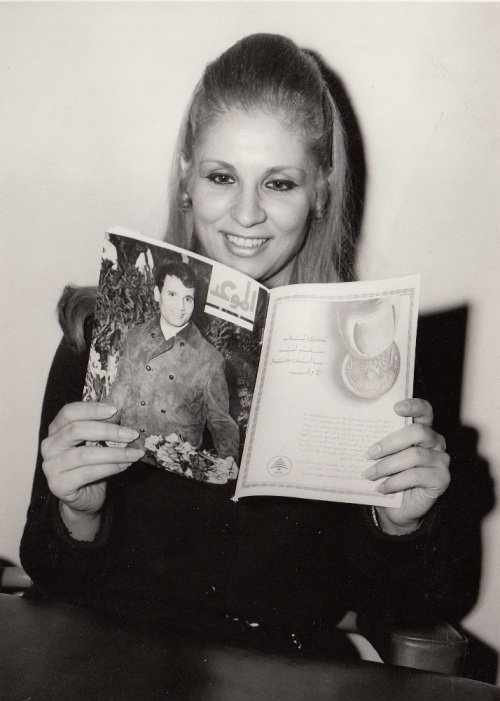
Sabah (1961).

Native du petit village libanais de Bdadoun, contigu à Wadi Chahrour, littéralement « vallée du merle », qui avait déjà valu à son oncle Anis Feghali, en Égypte, le surnom de Chahrour El Wadi (« le merle de la vallée »), pour avoir été un pionnier du zajal (genre poétique oral improvisé au Liban originaire d'Al-Andalus). Elle héritera du même surnom d'al Chahroura (la merlette). Sabah commença à chanter en 1940 et a publié, depuis 1943, plus de 50 albums et a interprété 3500 chansons. Ses opus ont connu de grand succès et lui ont valu une immense célébrité. Elle a été la première chanteuse d'origine arabe à se produire à l'Olympia à Paris (après le chanteur algérien Aïssa Djermouni), ainsi qu'au Carnegie Hall à New-York, au Piccadilly Theatre à Londres et à l'Opéra de Sydney en Australie.

### Carrière

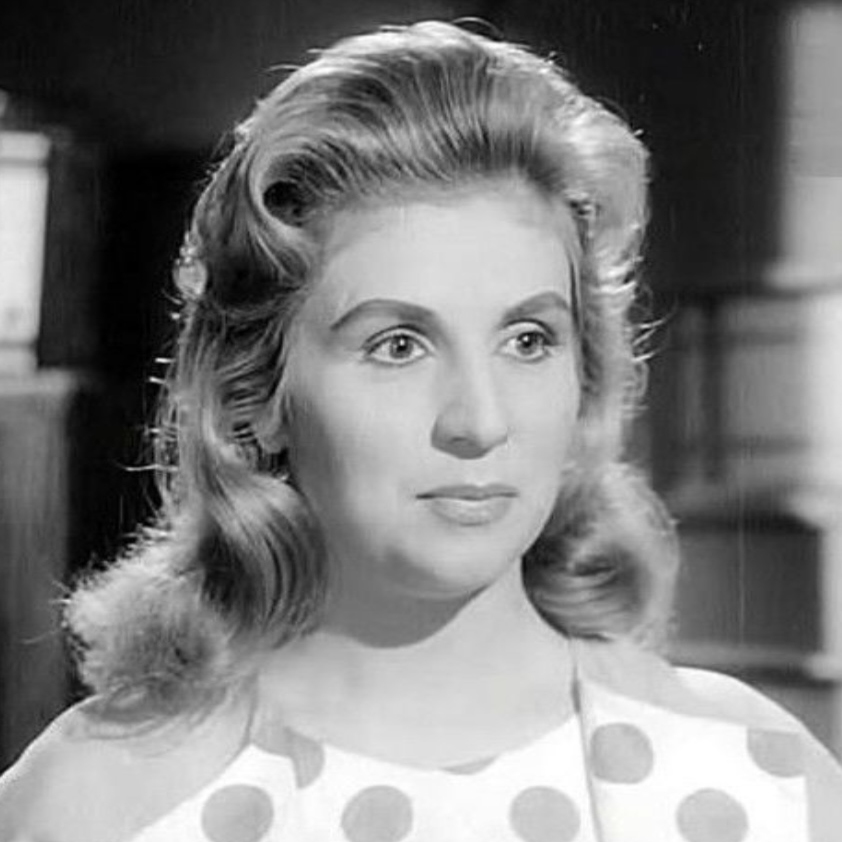
Sabah dans El Hub Keda (1961)

Elle a mené une carrière d'actrice dans plus de 98 films égyptiens aux côtés, entre autres, de Salah Zulfikar, Rushdy Abaza, Abdel Halim Hafez, Farid Shawki… Sabah a interprété son premier rôle dans Amira Hend, une pièce de théâtre à son école nationale.
Pendant 70 ans, Sabah est demeurée une actrice et chanteuse célèbre. Elle a organisé des concerts et a participé à des émissions de télévision, telle que Star Academy Liban, où elle a chanté sur scène entourée de mannequins portant les costumes de ses films.
Ses titres les plus connus sont Sabouha, Al Shahroura ou encore Le Chant des oiseaux. Elle a été saluée pour sa voix expressive et vivante, particulièrement sa capacité à tenir une note pendant plus d'une minute.
En 2006, Sabah a interprété un duo avec la chanteuse libanaise Rola Saad (en), dans un vidéo-clip où elle se présentait comme « la célèbre cantatrice » à qui ses amis rendent hommage.
C'est en Égypte qu'elle a choisi son pseudonyme de « Sabah ».

### Vie privée
Sabah a été mariée sept fois et ses anciens époux sont : Najib Shammas (1946-1951) avec qui elle a eu un fils Sabah (médecin aux États-Unis) ; Anwar Mansy avec qui elle a été mariée pendant quatre ans et avec lequel elle a eu sa fille Houwayda ; l'animateur égyptien Ahmed Farragh ; l'acteur égyptien Rushdi Abadha avec qui elle est restée trois jours mais, comme elle l'a indiqué, ils ont été mariés cinq mois - elle a affirmé avoir divorcé de Rushdi Abadha car il lui avait menti en lui promettant de répudier sa femme Samia Gamal (danseuse égyptienne) ; après son divorce, elle a épousé Joe Hammoud et a reconnu avoir été amoureuse de lui ; son dernier époux fut Fadi Kuntar, surnommé Fadi Lubnan, joueur de poker. Elle a réalisé un film en 1990 intitulé Sabouha la vie avec lui. Par la suite, Sabah est tombée amoureuse du beau-frère du roi Farouk, nommé Ali, mais elle ne s'est pas mariée avec lui.
Sabah a déclaré que tous ses anciens maris ne l'avaient épousée que pour sa célébrité et sa carrière artistique, quand elle était au sommet de sa gloire. Sabah a été surnommée par ses ex-maris "Madame la banque" en raison de son train de vie dépensier.

### Mort
Des rumeurs constantes concernant la mort de Sabah avaient circulé quelques jours avant sa mort. Amusée par les rumeurs, Sabah a déclaré: "Même dans ma mort, j'occupe les gens." 
Sabah est décédée le 26 novembre 2014, vers 3 heures du matin, seize jours après son 87e anniversaire, dans sa maison de l'hôtel Brazilia pour des raisons non précisées. Clauda Akl, la fille de sa célèbre sœur, l'actrice Lamia Feghaly, a publié la triste nouvelle sur sa page Web vers 6 h 45, disant que Sabah souhaitait avant de mourir que les gens danseraient le Dabkeh à ses funérailles, ne devrait pas se sentir triste parce qu'elle est allée dans un meilleur endroit et devrait continuer à écouter ses chansons et être toujours heureuse quoi qu'il arrive, de la même manière que Sabah a toujours fait le bonheur des gens. Sabah a dit: "J'ai assez vécu". Après sa mort, son coiffeur Joeseph Gharib a déclaré dans une interview que pendant ses derniers jours, Sabah aimait porter du rouge à lèvres de couleur rouge. Elle considérait Joseph Gharib comme son fils et il considérait sa mère, lors de sa mort, il était à Paris, pour des raisons professionnelles. Après avoir appris la nouvelle de la mort de Sabah, il a pris le premier vol pour Beyrouth. Il a dit que les gens ont commencé à publier de fausses ou de photos modifiées de Sabah morte, il l'a décrite comme une rose et qu'elle était mignonne.
Le dimanche 30 novembre 2014, quatre jours après la mort de Sabah, des centaines de milliers de personnes ont couvert les rues pour lui dire respect et adieu. Sa famille, des responsables libanais ainsi que de nombreux délégués arabes se sont rassemblés dans la cathédrale Saint-George au centre-ville de Beyrouth pour dire au revoir à la célèbre chanteuse, actrice et artiste. La procédure d'une journée a pris un air festif alors que la foule a célébré la carrière de Sabah, qui a brisé des Tabou pendant six Decennie. Le commandant de l'armée libanaise a donné ses ordres et, par conséquent, le groupe officiel de l'armée a joué l'hymne national suivi de nombreuses autres chansons pour la plus célèbre fin de la Diva dans la rue devant la cathédrale Saint-Georges pour la première fois dans l'histoire du pays, où les fans applaudi et chanté leurs chansons Sabah préférées en conséquence. Une troupe de danseurs en costume traditionnel s'est produite au son de la musique de la diva à partir de haut-parleurs. "Je vais appeler cela une célébration et non un enterrement", a déclaré l'actrice libanaise  "Nous sentons aujourd'hui que nous sommes venus ici pour partager ses sentiments et pour nous souvenir d'elle. Elle nous manquera."
Pour la messe de funérailles, le cercueil drapé de Sabah se tenait près de l'autel avec une photo géante de la chanteuse en tant que jeune femme avec ses cheveux blonds au peroxyde ultra-volumineux. Après le service, les personnes en deuil ont porté le cercueil en l'air vers un corbillard qui attendait dehors pendant que les gens applaudissaient, jetaient des fleurs et tendaient la main pour le toucher et prendre des photos. Le corps de Sabah a été transporté à travers de nombreuses villes jusqu'à l'église de sa ville natale de Bdadoun, où elle a été enterrée.

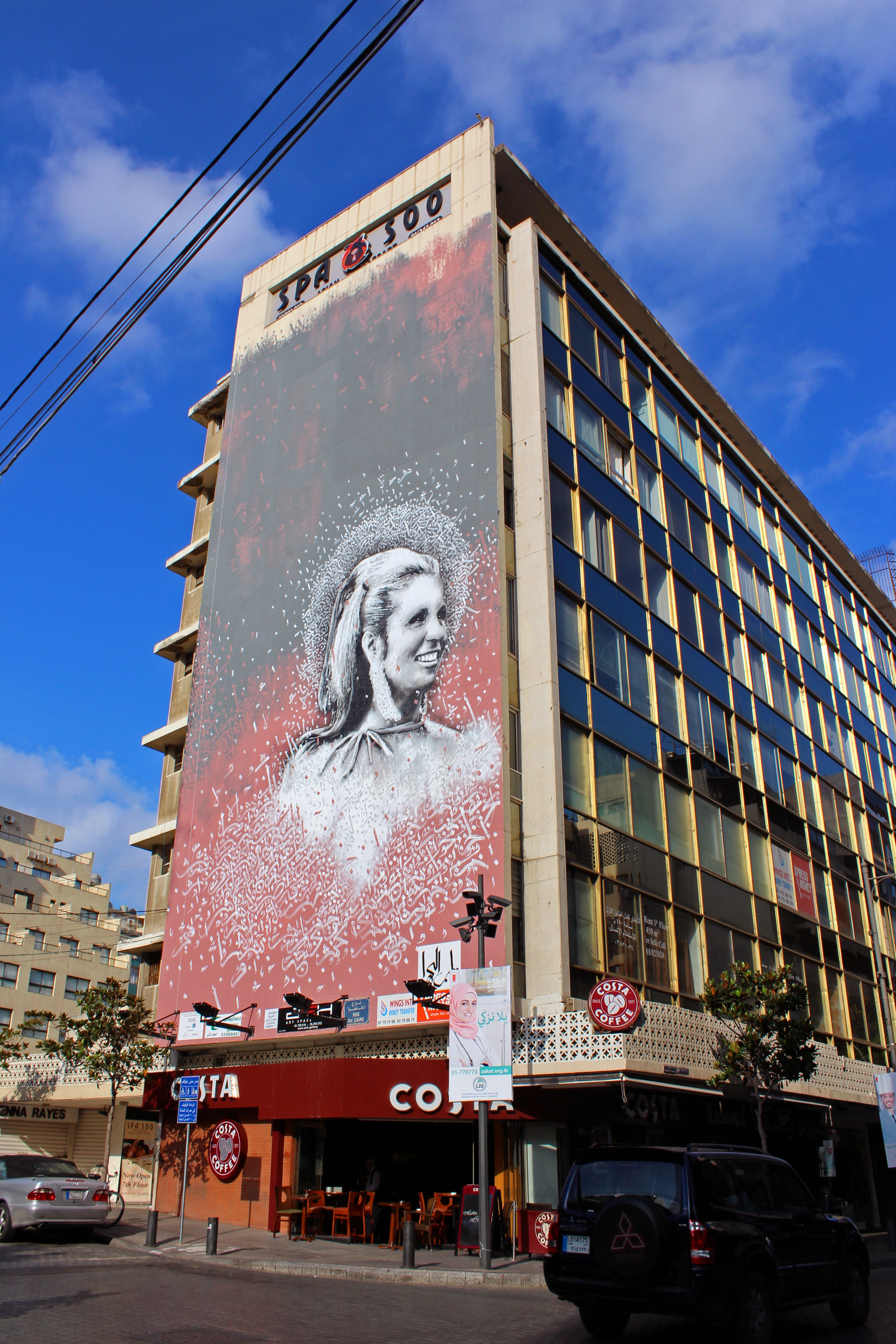
Fresque Éternelle de Sabah, de Yazan Halwani, à Beyrouth.

## Hommages

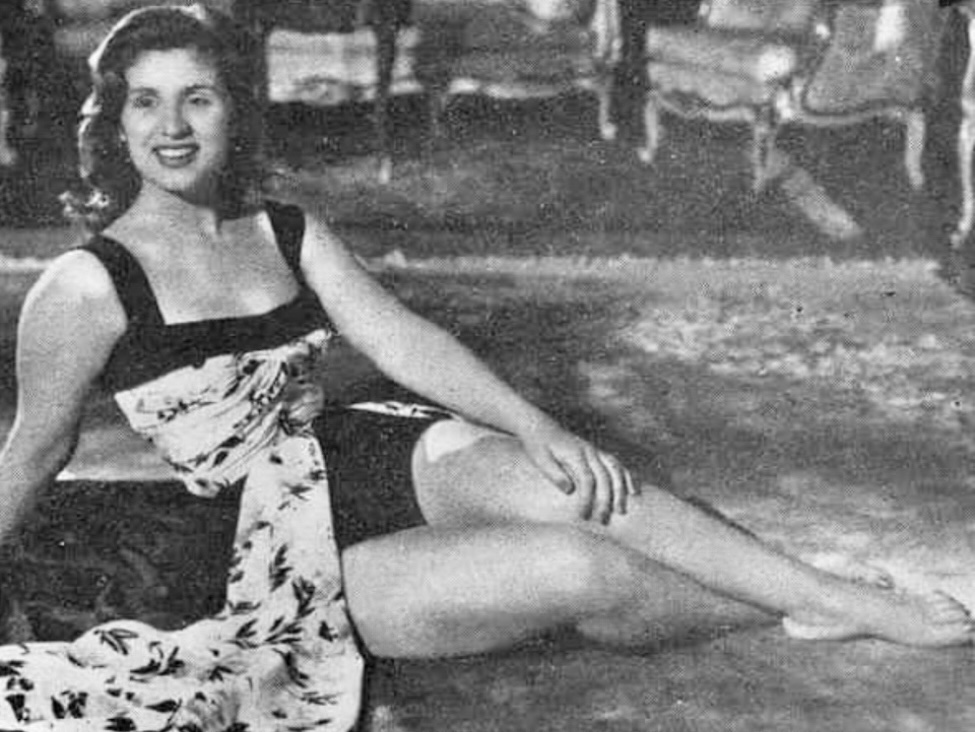
Sabah en 1955

### Biographie télévisée
Al Shahrourah est une série télévisée basée sur la vie professionnelle et personnelle de Sabah depuis l'âge de dix-sept ans. La série a abordé les problèmes que l’artiste a vécus depuis son adolescence au Liban, son adoption en Egypte, ses enfants, et ses nombreux maris, en plus de sa famille. Al Shahrourah a été diffusée pendant le Ramadan 2011. L'actrice/chanteuse Carole Samaha a interprété le rôle de Sabah dans la série, aux côtés d’Ehab Fahmy, Walid Fawaz, Osama Asaad, Antoine Kerbaj, Julia Kassar et autres.

### Fresque murale
L'artiste libanais Yazan Halwani, connu pour ses expositions d'art urbain, a fait du portrait de Sabah une fresque murale dans le quartier de Hamra à Beyrouth, Éternelle de Sabah.

## Filmographie
NB : Les traductions des titres en français ne sont pas nécessairement la traduction officielle.
Sabah a joué dans 83 films, avec plusieurs personnalités connues.
- 1944 : El qalb louh wahed (Le cœur n'aime qu'un seul), avec Anouar Wajdi et  Suleiman Neguib
- 1945 : Awwel el-shahr (Le début du mois), avec Hussein Sedki et Faten Hamama
- 1945 : Hadha janhou abi (La faute à mon père), avec Zaki Rostom
- 1946 : Âdou el maraa (L'ennemi de la femme), avec Mohamed Fawzi
- 1946 : Awwel nadhra (Le premier regard), avec Borhan Sadek
- 1946 : Bent esharq (La fille d'Orient), avec Mohsen Sarhan
- 1946 : Serr abi (Le secret de mon père), avec Anouar Wajdi et Mahmoud Shoukoukou
- 1946 : Shamâah tahtariq (Une bougie qui brûle), avec Mahmoud Zulfikar et Youssef Wahbi
- 1947 : Ana Sattouta (Je suis sattouta), avec Beshara Wakim
- 1947 : Express el hobb (L'express de l'amour), avec Mahmoud Shoukoukou
- 1947 : Loubnani fel jamiâah (Un Libanais à l'université), avec Mohamed Salman
- 1947 : Qalbi wa seyfi (Mon cœur et mon épée), avec Beshara Wakim, Suleiman Naguib et  Daoulat Abiadh
- 1947 : Sabah el khair (Bonjour), avec Mohamed Fawzi
- 1948 : Bolbol effendi, avec Farid el Atrache
- 1949 : Allayl lana (La nuit est à nous), avec Mahmoud Zulfikar
- 1950 : Al anissa mama (Mademoiselle maman), avec Mohamed Fawzi
- 1950 : Okhti Steita (Ma sœur Steita), avec Saad Abdel Wahab
- 1950 : Sibouni aghanni (Laissez-moi chanter), avec Saad Abdel Wahab
- 1951 : Al hobb fi khatar (L'amour en danger), avec Mohamed Fawzi
- 1951 : Khadaâni abi (Mon père m'a trahi), avec Mahmoud Zulfikar et Tahiya Kariouka
- 1952 : Mel qalb lel qalb, avec Kamel Chennaoui[3].
- 1953 : Lahn Hobbi (La composition de mon amour), avec Farid el Atrache
- 1953 : Zalamouni El Habaib (L'injustice des amis), avec Imed Hamdi et Farid Shawky
- 1953 : Faêl khair (Un homme de bien), avec Mohamed Fawzi
- 1954 : Khatf marati (L'enlèvement de ma femme), avec Anouar Wagdi et Farid Shawky
- 1954 : Ya dhalemni (Tu m'as causé du tort), avec Hussein Sedki, Mahmoud Melligui et Lebleba
- 1955 : Domouâ fel layl (Des larmes dans la nuit), avec Ahmed Ramzy et Mahmoud Melligui
- 1955 : qalbi yehouak (Mon caire t'aime), avec Hussein Sedki
- 1955 : Thawret el madina (La révolte de la ville), avec Mohamed Fawzi
- 1956 : Izay Ansak (Comment t'oublier), avec Farid el Atrache
- 1956 : Sahifet sawabeq (Fiche d'antécédents), avec Kamel Chennaoui et Mahmoud Melligui
- 1956 : Wahabtak Hayati avec Shokri Sarhan et Omar Hariri
- 1957 : Eghraa (Séduction), avec Shokri Sarhan
- 1957 : Hadha al rajul ohebboh (J'aime cet homme), avec Yahia Shahine et Magda
- 1957 : Nihayet hobb (Fin d'un amour), avec Shokri Sarhan
- 1957 : Wakr el maladhat (Le lieu des plaisirs), avec Shokri Sarhan
- 1958 : Habib hayati (L'amour de ma vie), avec Abdessalem Naboulsi
- 1958 : Mahrajane el hobb (Le festival de l'mour), avec Ahmed Ramzy
- 1958 : Mojrem fi ijaza (Un criminel en congé), avec Imed Hamdi, Wedad Hamdi et Farid Shawki
- 1958 : Sallem âal habayeb (Salut à nos bien-aimés), avec Ahmed Ramzy
- 1958 : Shariâ El Hob (L'avenue de l'amour), avec Abdel Halim Hafez
- 1958 : Touba (Rédemption), avec Imed Hamdi
- 1959 : Al Rajul El Tani (Le deuxième homme), avec Salah Zulfikar et Roshdi Abadha
- 1959 : Al âtaba al khdhra (Le seuil vert), avec Ahmed Madhar
- 1960 : Arribat al moqaddas (Le lien sacré), avec Salah Zulfikar et Imed Hamdi
- 1960 : Thalth rejal wa emraa (Trois hommes et une femme), avec Ahmed Farrag
- 1961 : El hobb keda (L'amour comme ça), avec Salah Zulfikar
- 1961 : Gouz marati (Le mari de ma femme), avec Farid Shawki
- 1961 : Tariq eddoumouâ (Le chemin des larmes), avec Kamel Chennaoui et Leila faouzi
- 1962 : Allayali addafea (Les nuits chaleureuses), avec Imed Hamdi
- 1962 : Maâbad el hobb (Le temple de l'amour), avec Imed Hamdi
- 1963 : Al Qahira fel layl (Le Caire, le soir), avec Foued El Mohandes
- 1963 : El Motamarreda (La révoltée), avec Ahmed Madhar
- 1963 : Lobnan fel layl (Le Liban, le soir), avec Roshdi Abadha et Samira Tawfik
- 1963 : Montaha al farah (Le comble de la joie), film chantant avec Mohammed Abdel Wahab, Farid el Atrache et Shadia
- 1963 : Al ayadi annaêma (Les Mains douces), avec  Salah Zulfikar et Ahmed Madhar
- 1964 : Afrah eshabab (Les joies de la jeunesse), avec Fahd Ballan
- 1964 : Enta ômri (Tu es ma vie),  avec Abdessalem Naboulsi, Wadih El Safi et Najah Salam
- 1964 : Êqd elloulou (Le collier de perles), avec Fahd Ballan, Doureid Laham et Nihed Kalaï
- 1964 : Fatnet el jamahir (L'idole des foules), avec Youssef Shaaban
- 1964 : Layali esharq (Nuits d'Orient), avec de nombreuses vedettes de la chanson dont Wadih El Safi
- 1965 : Assiba wal jamal (La jeunesse et la beauté), avec Moharram Foued
- 1965 : Habibet el koll (Tous l'aiment), avec Fahd Ballan
- 1966 : Al millionera (La millionnaire), avec Doureid Laham et Nihed Kalaï
- 1966 : Beyrouth 011, avec Ihsan Sadek
- 1966 : Rihlet essâada (Le voyage du bonheur), avec Doureid Laham et Nihed Kalaï
- 1967 :  Sharee edhabab (L'avenue du brouillard), avec Adel Mourad et Samira Baroudi
- 1967 : Ahlan bel hobb (Bienvenue à l'amour), avec Farid Shawki et Abdessalem Naboulsi
- 1967 : Eydak 3an marati (Touche pas à am femme), avec Roshdi Abadha et Nadia Gamil
- 1967 : Karm el hawa, avec Ismaïl Yassine, Abdessalem Naboulsi et Nadia Goundi
- 1968 : Foundouk el ahlam (La pension des rêves), avec Doureid Laham et Nihed Kalaï
- 1968 : Issabet ennissa (Le gang des femmes), avec Farid Shawki
- 1968 : Mawwal, avec Wadih El Safi
- 1968 : Thalth nissa (Trois femmes) avec Salah Zulfikar et Ahmed  Ramzi
- 1968 : Wadi el mout (Le fleuve de la mort), avec Tammam Ibrahim
- 1970 : Kanet ayyem (Ah ! ces jours-là), avec Roshdi Abadha et Nadia Lotfy
- 1970 : Nar Eshawk(Le feu de la passion), avec Roshdi Abadha, sa fille Houweida et Hussein Fahmy
- 1972 : Paris wal hobb (Paris et l'amour), avec Salah Zulfikar
- 1973 : Kalam fel hobb (Des mots d'amour), avec Adel Imam
- 1974 : Guitare el hobb (La guitare de l'amour), avec Omar Khourchid
- 1980 : Layla baka fiha al qamar (La nuit où a pleuré la Lune), avec Hussein Fahmy
- 1981 : Al makhtouf (Le séquestré)
- 1986 : Ayyam elloulou (Les jours des perles)
- 2006 : El bousta (L'autobus) - En tant qu'invitée d'honneur

## Spectacles et pièces musicales
Sabah a participé à 20 spectacles et pièces musicales :
- 1997 : Kanz el ostoura (Le trésor de la légende)
- 1993 : Al ostoura (La légende)
- 1987 : Noussi noussi
- 1983 : Wed Shemsayn
- 1978 : Shahr el âssal (Lune de miel)
- 1975 : Heloué kteer (Très douce)
- 1974 : Wetdhallou bkhair (Soyez toujours en bonne santé)
- 1973 : Sett el koll (La dame)
- 1973 : El founoun jounoun (La folie de l'art)
- 1972 : Meen jawwaz meen (Qui a épousé qui ?)
- 1971 : Al mahrajen (Le festival)
- 1971 : Al âwassef[4] (Les tempêtes)
- 1971 : Phénicie 80[4]
- 1970 : Al wahm (L'illusion)
- 1968 : Al kalâa (La muraille)
- 1967 : Allayali ellebnania (Les nuits libanaises)[5]
- 1965 : Dawalib el hawa (Les cerfs-volants de l'amour)
- 1964 : Ardhouna lel abad (Notre terre pour toujours)
- 1962 : Eshellal (Les chutes d'eau)
- 1962 : Mawssem el êzz (La saison de la gloire)